# Сеймур Мартін Ліпсет
Се́ймур Ма́ртін Лі́псет (англ. Seymour Martin Lipset, нар. 18 березня 1922 р. — пом. 31 грудня 2006 р.) — американський соціолог і політолог, спеціаліст у галузі політичної соціології та порівняльної політології. Основне коло його інтересів — політична соціологія, профспілкові організації, соціальна стратифікація, громадська думка та соціологія науки. Він також багато писав про демократію в порівняльній перспективі.

## Життєпис

### Раннє життя та освіта
Народився С. Ліпсет у Гарлемі, в Нью-Йорку, у сім'ї єврейських емігрантів з Російської імперії. Батько був типографом, а мати — швачкою.
В 1930-ті роки у Ліпсета вперше проявилися політичні погляди: під впливом оточуючого соціального середовища він став послідовником лівих антисталіністських (троцькістських) поглядів, пізніше обирався Національним головою Соціалістичної ліги молоді США.
Сім'я Ліпсета хотіла, щоб він став дантистом. Після року навчання на стоматолога, він змінив спеціалізацію й почав вивчати історію. Закінчив Сіті Коледж у Нью-Йорку в 1943 році. Навчався у Торонтському університеті, пізніше отримав докторський ступінь з соціології у Колумбійському університеті в 1949 році.

### Наукова кар'єра
С. Ліпсет викладав у Торонтському (1946-1948), Колумбійському (1950-1956) університетах, Каліфорнійському університеті в Берклі (1948-1950). Він був професором соціології Каліфорнійського університету в Берклі (1956-1966), професором управління та соціології Гарвардського університету (1966-1975), згодом став професором політології та соціології кафедри державного управління Гуверівського інституту при Стенфордському університеті (1975-1990). В останні роки він був старшим науковим співробітником цього вузу, професором державної політики Університету Джорджа Мейсона.
У 1954-1956 роках С. Ліпсет працював асистентом директора Бюро прикладних соціальних досліджень, заснованого П. Лазарсфельдом. У 1962-1966 роках був директором Інституту міжнародних досліджень в Берклі.
Він єдиний був президентом і Американської асоціації політичних наук (1979–1980), і Американської соціологічної асоціації (1992–1993). Учений також був віце-президентом з соціальних наук Американської академії мистецтв і наук (1974-1978), членом Національної академії наук США, Американського філософського товариства та Національної академії освіти США, президентом Міжнародного товариства політичної психології, Асоціації соціологічних досліджень, Світової асоціації досліджень громадської думки, Товариства порівняльних досліджень, Товариства П. Лазарсфельда у Відні.
С. Ліпсет отримав премію МакАйвера за свою книгу «Політична людина» (англ. «Political Man», 1960) і в 1970 році премію Гуннара Мюрдаля за книгу «Політика безрозсудності» (англ. «The Politics of Unreason»).
У 2001 році С. Ліпсет був названий у книзі Річарда Познера «Публічні інтелектуали» (англ. «Public Intellectuals: A Study of Decline») серед ТОП-100 американських інтелектуалів за кількістю наукових посилань, цитувань.

### Громадська робота
С. Ліпсет вийшов із лав Соціалістичної партії в 1960 році й пізніше називав себе центристом, який зазнав глибокого впливу Алексіса де Токвіля, Джорджа Вашингтона, Арістотеля та Макса Вебера. Він став активним в консервативному крилі Демократичної партії США, був одним із «справжніх неоконсерваторів» — невеликої групи громадських інтелектуалів, яких вперше назвали неоконсерваторами.
Ліпсет був віце-головою ради директорів Інституту миру США (англ. United States Institute of Peace), членом ради директорів Інституту Альберта Шенкера (англ. Albert Shanker Institute), членом Ради США із закордонних стипендій (англ. US Board of Foreign Scholarships), співголовою Комітету з реформи трудового законодавства (англ. Committee for Labor Law Reform), співголовою Комітету для прийняття ефективних заходів ЮНЕСКО (англ. Committee for an Effective UNESCO), консультантом Національного гуманітарного фонду (англ. National Endowment for the Humanities), Національного гуманітарного інституту (National Humanities Institute), Національного фонду на підтримку демократії і Американського єврейського комітету (англ. American Jewish Committee).
С. Ліпсет був великим прихильником держави Ізраїль, був президентом об'єднання «Американські професори за мир на Середньому Сході» (англ. «American Professors for Peace in the Middle East»), головою Національної комісії Бнаї Брит Гілель (англ. National B'nai B'rith Hillel Commission) і Факультативного консультативного кабінету Об'єднаної єврейської апеляції (англ. United Jewish Appeal), співголовою Виконавчого комітету Міжнародного центру за мир на Середньому Сході (англ. International Center for Peace in the Middle East). Він працював протягом багатьох років у пошуках вирішення ізраїльсько-палестинського конфлікту в рамках свого масштабного проекту дослідження факторів, які дозволяють суспільствам підтримувати стабільні та мирні демократії. Його робота була зосереджена на шляху, на якому високий рівень соціоекономічного розвитку створює передумови для демократії, і наслідки демократії для миру.

### Особисте життя
Перша дружина С. Ліпсета, Елзі (англ. Elsie), померла у 1987 році. У них було троє дітей, Девід, Деніел та Карола (англ. Carola). Девід Ліпсет є професором антропології в Університеті Міннесоти. С. Ліпсет пережив свою другу дружину Сідні Ґайєр (англ. Sydnee Guyer), яка була директором Ради зі зв'язків із єврейською громадою (JCRC), з якою вони одружилися в 1990 році.
Сеймур Мартін Ліпсет помер у 84 роки в результаті ускладнень після інсульту.

## Наукові погляди
Як учений, С. Ліпсет сформувався під впливом ідей М. Вебера, Р. Мертона та П. Лазарсфельда. Представник інституційної школи в соціології. Вважається одним з найвидатніших соціологів США другої половини XX століття. Став відомим завдяки дослідженнями соціальних рухів, політичного радикалізму, теорії модернізації, профспілкової демократії та соціальної мобільності.
С. Ліпсет сам уважав себе швидше соціологом, ніж політологом. На його думку, в політології не було серйозної теорії, а у соціології вона була й дозволяла пояснити масштабні політичні явища.

### Соціальна мобільність та соціальна стратифікація
На 3-му Міжнародному соціологічному конгресі (1956), разом з Г. Зеттербергом, американський учений запропонував один із варіантів системи стратифікації, згідно з якою суспільство поділяється за наступними ознаками: професія або заняття, споживання (рівень життя), спільність соціальних інтересів, міра влади. Відповідно до цього виділяються: професійні, споживчі, соціальні класи та класи влади. Стверджуючи, що в США існують найбільш високі норми вертикальної соціальної мобільності, С. Ліпсет уважає США «відкритим суспільством», тобто суспільством рівних можливостей для всіх.
У своїх роботах С. Ліпсет заперечує класовий характер політики. Виводячи основні положення своєї політичної соціології зі вчення про соціальну мобільність, він намагається довести, що «західна демократія» досягла «після-політичної фази», тобто того рівня, коли класові відмінності вже згладилися і на перший план виступають відмінності між людьми за соціальним статусом.
В період з середини 1960-х до початку 1980-х років С. Ліпсета цікавив аналіз падіння довіри американської громадськості до всіх головних державних закладів. Значна частина наукової діяльності вченого присвячена дослідженню інтелектуальних еліт, їхньої ролі в функціонуванні влади, співвідношенню владарюючої й інтелектуальної еліт.

### Концепція «деідеологізації»
Разом із Д. Беллом С. Ліпсет розробляв концепцію деідеологізації, яка проповідувала крах ідеології в зв'язку з повною втратою нею ідейної спроможності та значимості до середини 20 століття. Однак, пізніше Ліпсет визнав цю концепцію помилковою.

### Теорія модернізації
С. Ліпсет зробив значний внесок у дослідження сучасних демократичних режимів. Роблячи значний внесок в теорію соціально-політичних розмежувань, разом із його партнером Стейном Рокканом, Ліпсет був одним з найперших прихильників «теорії модернізації». Він висунув гіпотезу і переконливо довів, що виникнення та утвердження демократії залежить від рівня та динаміки економічного розвитку, і що «більш добре забезпечена нація має більше шансів втримати демократію». Теорія модернізації Ліпсета залишається значним фактором у наукових дискусіях і дослідженнях які стосуються демократизації.

### Політична стабільність
Велику увагу було приділено проблемі політичної стабільності. С. Ліпсет стверджував, що стабільність будь-якого державного устрою повністю залежить від його законності й ефективності. Законність (легітимність), на думку вченого, має оцінний характер, пов'язаний зі здатністю системи формувати та підтримувати в масах переконання про найкраще функціонування існуючих політичних інституцій. Ефективність, за Ліпсетом, є переважно «інструментальною», означає задоволеність процесом управління соціальною системою. Основний висновок, до якого прийшов С. Ліпсет на основі аналізу демократії США, історії політичних систем різних сучасних суспільств, полягає в тому, що легітимність у них є слабкою. Він також зробив висновок, що у США, як і в багатьох інших країнах, в період формування влади вона була узаконена за допомогою харизми.

### Американський світогляд
Саме С. Ліпсет сформулював те, що він назвав «американським світоглядом» (англ. «American Creed»), який може бути описаний п'ятьма поняттями: свобода, рівність, індивідуалізм, популізм и laissez-faire. Кожне з цих понять мало й еквівалент із негативним значенням. На думку Ліпсета, американська винятковість не є ні чорною, ні білою, але є одночасно і тою, й іншою.

### Нагороди
Книга С. Ліпсета «Перша нова нація» (англ. «The First New Nation») стала фіналістом американської літературної премії англ. National Book Award. Він також отримав Грант Ґуґґенгайма (1971), був нагороджений медалями Таунсенда Гаріса (англ. Townsend Harris Medal) та Маргарет Берд Доусон (англ. Margaret Byrd Dawson Medal) за визначні досягнення, золотою медаллю Північної Міжнародної телекомунікаційної ради з канадських досліджень (англ. Northern Telecom-International Council for Canadian Studies), і нагородою Леона Епштейна (англ. Leon Epstein Prize) з порівняльної політики від Американської асоціації політичних наук. Він також отримав нагороду Маршал Склейр (англ. Marshall Sklare Prize) за значний вклад у дослідження з юдаїки і в 1997 році він був нагороджений Світовою асоціацією досліджень громадської думки (англ. World Association for Public Opinion Research) відзнакою Гелен Діннерман (англ. Helen Dinnerman Prize).

### Значення
Наукова діяльність С. Ліпсета в галузі соціології політики та його праці принесли йому міжнародну славу та справили значний вплив на розвиток соціології. Вчений також вплинув на багатьох політологів, серед яких Філіп Шміттер, Іммануїл Валлерстайн и Теда Скокпол. Праці вченого перекладені більш ніж 18 мовами.

## Вибрані праці
- англ. Agrarian Socialism: The Cooperative Commonwealth Federation in Saskatchewan, a Study in Political Sociology (Аграрний соціалізм: Федерація кооперативної співдружності у Саскачевані, дослідження з політичної соціології, 1950).
- англ. Union Democracy: The Internal Politics of the International Typographical Union (Профспілкова демократія: Внутрішня політика Міжнародного друкарського союзу, 1956) у співавторстві з Мартіном Троу (англ. Martin Trow) та Джеймсом Коулменом (англ. James S. Coleman).
- англ. Social Mobility in Industrial Society (Соціальна мобільність в індустріальному суспільстві, 1959) у співавторстві з Ренгардом Бендиксом (англ. Reinhard Bendix).
- англ. Economic Development and Political Legitimacy (Економічний розвиток і політична легітимація, 1959).
- англ. Political Man: The Social Bases of Politics (Політична людина: Соціальна база політики, 1960).

• англ. The First New Nation (Перша нова нація, 1963).
- англ. Social Structure and Mobility in Economic Development (Соціальна структура та мобільність у економічному розвитку, 1966) у співавторстві з Нейлом Смелзером (англ. Neil J. Smelser).
- англ. Party Systems and Voter Alignments (Партійні системи і виборчі блоки, 1967), редагована разом із Стейном Рокканом (англ. Stein Rokkan).
- англ. Student Politics (Студентська політика, 1967).
- англ. Revolution and Counterrevolution: Change and Persistence in Social Structures (Революція і контрреволюція: Зміни і постійність у соціальній структурі, 1968).
- англ. The Politics of Unreason: Right Wing Extremism in America, 1790—1970 (Політика нерозумності: Правий екстремізм в Америці в 1790—1970 роках, 1970) у співавторстві з Ерлом Раабом (Earl Raab).
- англ. The Divided Academy: Professors and Politics (Розділена академія: Професори і політика, 1975) у співавторстві з Еверетом Карлл Ледом молодшим (англ. Everett Carll Ladd, Jr.).
- англ. The Confidence Gap: Business, Labor, and Government in the Public Mind (Втрата довіри: Бізнес, праця і уряд у суспільній свідомості, 1987).
- англ. Continental Divide: The Values and Institutions of the United States and Canada (Континентальна відмінність: Цінності й інституції США та Канади, 1989).
- англ. American Exceptionalism: A Double-Edged Sword (Американська винятковість: Двосічний меч, 1996).
- англ. It Didn't Happen Here: Why Socialism Failed in the United States (Це тут не відбулося: Чому соціалізм провалився у США, 2000) у співавторстві з Гері Марксом (англ. Gary Marks).
- англ. The Paradox of American Unionism: Why Americans Like Unions More Than Canadians Do, but Join Much Less (Парадокс американського профспілкового руху: Чому американці полюбляють профспілки більше, ніж канадці, проте менше до них приєднуються, 2004), у співавторстві з Ноа Мельтц (англ. Noah Meltz), Рафаелем Гомесом (англ. Rafael Gomez) і Іваном Качановським (англ. Ivan Katchanovski).
- англ. The Democratic Century (Демократичне століття, 2004), у співавторстві з Джейсоном Лакіном (англ. Jason M. Lakin)